# 赤松祐高
赤松祐高（あかまつ すけたか）是战国时代、江户时代初期的武将。

## 生涯
永祿2年（1559年）作为赤松政秀之子誕生。天正5年（1577年），与兄长斋村政广一起降服于中国征伐中的丰臣秀吉。之后跟随秀吉领有半田山家鼻城1万石。慶長5年（1600年），關原之戰中与兄长一起加入西军协助石田三成，但是却倒戈到了东军。战后在兄长斋村政广切腹后流浪。
大坂之役时投靠豐臣秀賴进入大阪城笼城。慶長20年（1615年）大坂夏之陣後、逃往播磨國，并在播磨网干大觉寺笼城，最终遭到池田利隆包围，因为寡不敌众而切腹自尽。享年57岁。
嫡男・祐則回到半田山帰農，成为乡长。子孫开始自称曾谷氏直至今日。